# Trogon melanocephalus
Trogon melanocephalus és una espècie d'ocell de la família dels trogònids (Trogonidae) que habita zones boscoses i arbustives de l'est de Mèxic, Belize, Guatemala, El Salvador. Hondures i nord de Costa Rica.
En diverses llengües rep el nom de "trogon capnegre" (Anglès: Black-headed Trogon. Francès: Trogon à tête noire).